# 松本健次郎

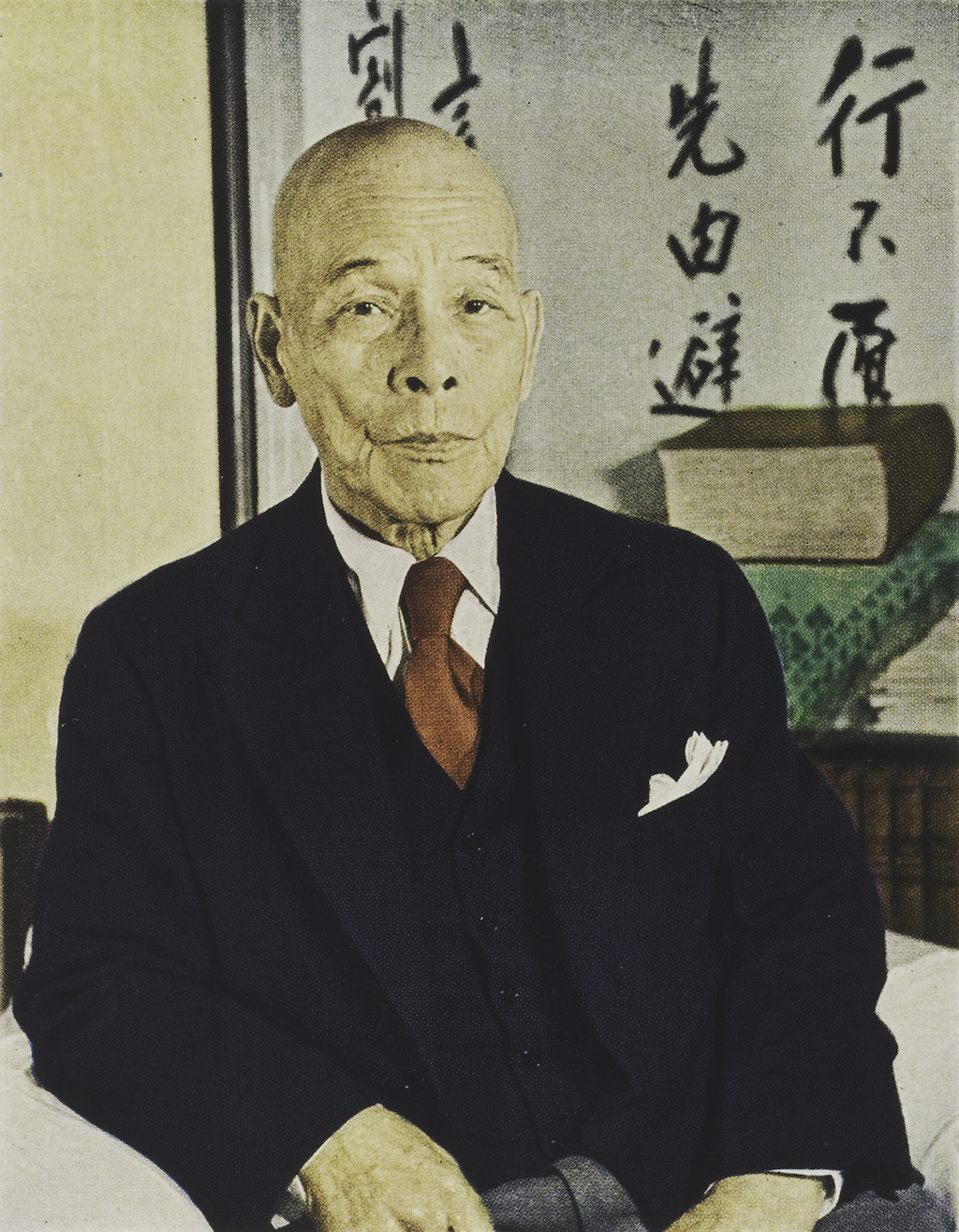
松本健次郎

松本 健次郎（まつもと けんじろう、明治3年10月4日（1870年10月28日） - 昭和38年（1963年）10月17日）は、日本の実業家。父・安川敬一郎とともに炭鉱で安川財閥を築いた。
旧自宅は旧松本家住宅（国の重要文化財）として保存されている。カトリック。既婚、7男6女。

## 経歴
安川財閥の創始者安川敬一郎の二男として、筑前国福岡藩（現・福岡県福岡市中央区）に生まれる。1887年（明治20年）、福岡県福岡中学を卒業。しかし、卒業試験中に急性脚気となり、進学を断念。同年上京、イーストレーキの国民英学会に通う。同期に小野塚喜平次がいる。1890年（明治23年）安川敬一郎の兄、松本潜（ひそむ）の子が亡くなったため、松本家に養子として入籍。潜の娘と結婚。
1891年（明治24年）渡米し、ペンシルベニア大学に留学。帰国後、父と「安川松本商店」を創設。その後父は炭鉱経営、健次郎はその販売と分担し親子二人三脚体制を築く。1896年（明治29年）門司に事務所を設置。
1907年（明治40年）技術者養成を目的とし、明治専門学校を戸畑に設立。1908年（明治41年）父安川敬一郎・弟の安川清三郎と共に明治鉱業株式合資会社を設立。1909年（明治42年）4月明治専門学校開校。1910年（明治43年）父と共に「私立明治専門学校附属小学校（現：明治学園）」を創立、初代理事長に就任。1912年（明治45年）自宅兼迎賓館（旧松本家住宅）を建築。
その後1918年（大正7年）にかけ明治紡績、安川電機、九州製鋼（のち八幡製鐵所が買収）の設立に携わる。1918年（大正7年）黒崎窯業設立。また、帝国鋳物（日立金属の前身）、若松築港各社の社長も務めた。
昭和初期から活動の場を中央に移し、日本工業倶楽部理事、石炭統制会会長、日本経済連盟会会長などを歴任した。
1943年（昭和18年）には内閣顧問に就任し、同年8月27日、昭和天皇に「石炭鉱業ニ就テ」と題して進講する。
また、1945年（昭和20年）10月5日 - 1946年（昭和21年）5月14日の期間、貴族院勅選議員を務めた。同年公職追放となり、1951年（昭和26年）追放解除。1957年（昭和32年）に財界を引退。1963年（昭和38年）10月17日、93歳にて死去。

## 親族
- 実父 - 安川敬一郎
- 養父 - 松本潜（父・敬一郎の兄）
- 先妻 - 松本シズ（養父・潜の娘）[1]
- 後妻 - 松本秀子（元帥海軍大将・井上良馨の娘）[1]
- 長男 - 松本幹一郎（元明治鉱業社長、母は健次郎の先妻・シズ、元岡谷鋼機社長岡谷正男の義父、R33型・R34型スカイラインの開発責任者渡邉衡三の義祖父）[7][8]
- 次男 - 松本兼二郎（元黒崎窯業会長、元八幡大学理事長、母は健次郎の先妻・シズ）[9]
- 三男 - 松本馨（早稲田大学教授・東海大学教授、母は健次郎の後妻・秀子）[9]
- 七男 - 松本七郎（衆議院議員、母は健次郎の後妻・秀子）[9]
- 長女 - 黒田園子（男爵・黒田稔の妻、タレント板東英二の義母）[9]
  - 孫 - 黒田美治
  - 孫 - 板東洋子（板東英二妻）
    - ひ孫 - 永田あい子（永田隆憲妻）
    - ひ孫 - 板東あつ子
- 次女 - 大迫真佐子（陸軍大将大迫尚道の長男・勝の妻）[9]
- 弟 - 安川第五郎[10]
- 孫 - 岡谷篤一